# Winter Haven
Winter Haven är en stad (city) i Polk County, i delstaten Florida, USA. Enligt United States Census Bureau har staden en folkmängd på 34 291 invånare (2011) och en landarea på 81,1 km².